# 45 Broad Street
 45 Broad Street è grattacielo in costruzione nel distretto finanziario di Manhattan, a New York. L'edificio diventerà la torre residenziale più alta di Lower Manhattan.

## Storia

### Sito
Una proposta risalente al 2008 prevedeva un hotel Nobu per il sito, che era sostenuto da Robert De Niro . L'edificio sarebbe stato progettato da Moed de Armas e Shannon con una facciata in vetro convenzionale insieme agli interni di David Rockwell. L'edificio avrebbe contenuto 13,000 piedi quadri (1,2077 m²)  di base commerciale, 128 camere d'albergo e 77 condomini "super lusso" sopra l'hotel dai piani 41 al 62. Il previsto Nobu Hotel sarebbe stato di 62 piani e alto 216 metri in altezza ed è stato pianificato il completamento nel 2010.
Nel gennaio 2009, gli sviluppatori del proposto Nobu Hotel hanno fallito con un mutuo di 49,2 milioni di dollari da Lehman Brothers, portando alla chiusura della proprietà. Nel marzo 2012, Lehman ha assunto il controllo della proprietà per $ 76,79 milioni.
Nel 2014, il pacco è stato immesso sul mercato e Madison Equities ha completato l'acquisizione del terreno nell'ottobre dello stesso anno. AMS Acquisitions è anche un investitore nel progetto e l'edificio sarà costruito dalla ditta Pizzarotti-IBC.

### Costruzione
Il sito immobiliare 6sqft ha presentato i primi rendering dei nuovi piani per il sito nel gennaio 2016. Successivamente, Pizzarotti-IBC Rance MacFarland ha confermato che la nuova struttura sarebbe stata un grattacielo residenziale che si sarebbe rivolto a "acquirenti di livello medio e basso". I rendering più sviluppati sono stati pubblicati da The Real Deal nel febbraio 2016.
I membri del settore immobiliare di New York hanno espresso dubbi sul fatto che Madison recupererà i costi e la società ha avuto difficoltà a ricevere finanziamenti per il progetto. Queste difficoltà sono in parte dovute alla vicinanza del sito alla Borsa di New York e alla sicurezza di alto livello attorno a quell'edificio.  Tuttavia, il prezzo atteso delle unità nell'edificio a poco meno di $ 1 milione fino a $ 4 milioni ha attirato ulteriori investitori tra cui Gemdale (uno dei maggiori sviluppatori cinesi), dato il gradevole mercato del super lusso.
I lavori di costruzione della fondazione sono iniziati nell'aprile 2017, e gli scavi sono iniziati a maggio 2018.

## Utilizzo e servizi
L'edificio sarà ad uso misto con 245 residenze e una base commerciale a cinque piani. I servizi nell'edificio includeranno un centro fitness con piscina, un giardino esterno e diversi saloni. I livelli di frangivento bucheranno la facciata al 27 ° e al 43 ° piano.

## Design
L'edificio è stato progettato da CetraRuddy, che ha anche progettato One Madison, ed è costruito da Pizzarotti LLC. Il rivestimento in alluminio bronzo dell'edificio e la sua corona distintiva lo renderanno uno dei primi grattacieli Neo Art Deco in costruzione a New York City.

### Ascensori della metropolitana
Nel luglio 2016, è stato annunciato che la Commissione per la conservazione dei punti di riferimento della città di New York aveva approvato la costruzione di due nuovi ascensori della metropolitana fuori dall'ingresso dell'edificio, disponibili per uso pubblico. Essi potranno connettersi alla esistente stazione di Broad Street della Metropolitana di New York. Il progetto degli ascensori è supervisionato da Urbahn Architects. I piani prevedono due ascensori, uno per ogni piattaforma, negli angoli nord-est e sud-ovest di Broad Street e Exchange Place. Il Consiglio della città di New York ha approvato la costruzione degli ascensori a luglio 2018. Tuttavia, i residenti e gli inquilini di 15 e 30 Broad Street si sono opposti alla costruzione di ascensori in vetro e metallo, citando che costituivano un rischio per attacchi terroristici.